# سحليات الورك
سحليَّات الورك أو سحليات الحوض أو السوريشكيا (الاسم العلمي: Saurischia) (من الإغريقيَّة: «ساوروس» = "σαυρος" = «سحلية» و«إشيون» = "ισχιον" = «مفصل الورك»)، وتعد هي وطيريات الورك مجموعتين رئيسيتين تتفرع منهما فوق رتبة الديناصورات. وذلك منذ أن صنف الإحاثي هاري سيلي الديناصورات عام 1888 إلى رتبيتين أساسيتين بناءً على بنية مفاصلها الوركيَّة، رغم أن معظم علماء الأحافير اليوم يصنفون سحليَّات الورك على أنها فرع حيوي غير مصنف بدلاً من كونها رتبة.

## تفاصيل
تختلف سحليات الورك عن شقيقاتها طيريات الورك باحتفاظها بالخواص التشريحيَّة لمفصل الورك التي اكتسبتها من أسلافها، على عكس الطيريات التي طوَّرت لنفسها مفاصل خاصة بها. تتألف رتبة سحليات الورك من مجموعتين رئيسيَّتين، الأولى هي الثيروبوديات التي تضمُّ كافة الديناصورات اللاحمة المعروفة حتى الآن، والثانية هيَ الصوربوديات التي تمثل واحدة من فئتين أساسيتين للديناصورات العاشبة (والأخرى هي طيريات الورك). لم تنقرض سحليات الورك حتى نهاية العصر الطباشيري، عندما قضت معَ الديناصورات الأخرى في انقراض العصر الطباشيري-الباليوجيني. ويَعتبر معظم العلماء اليوم أن الطيور الحديثة ليست سوى أحفاد مُباشرة لسحليات الورك، والتي تعتبر في تصنيف علم العلاقات التطورية مجرد فرع ثانوي من هذه المجموعة.
تتميز الديناصورات السحلية الورك تقليديًا عن الديناصورات الطيرية الورك من خلال تركيبة حوضها الثلاثي تشعبات، بعظم العانة المتجه إلى الأمام. بينما عند طيريات الورك يكون في الخلف، موازي عظم الإسك. وسبب التسمية بسحليات الورك لأن أسلافها من السحالي الحديثة والزواحف الأخرى احتفظت بنفس التشريح للورك. وسبب تسمية ديناصورات طيرية الورك بذلك لأنها مشابه لتركيبة ورك الطيور، رغم أنه لم تقترح أي علاقة محددة بين الطيور وطيريات الورك.

## الخواص التشريحيَّة

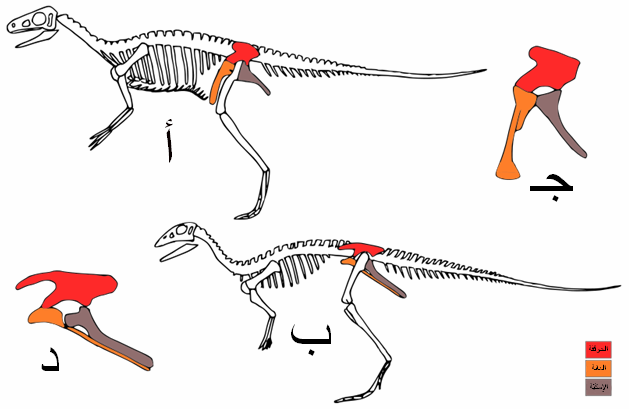
رسم توضيحي لمفاصل أوراك الديناصورات: أ.الديناصور الفجري إيورابتور، أحد أقدم الديناصورات سحلية الورك.
ب. ديناصور ليسوتو ليسوتوصور، من أقدم الديناصورات طيرية الورك.
جـ. حوض ديناصور ستوريكوصور (ورك سحليّ).
د. حوض الليسوتوصور (ورك طيريّ).

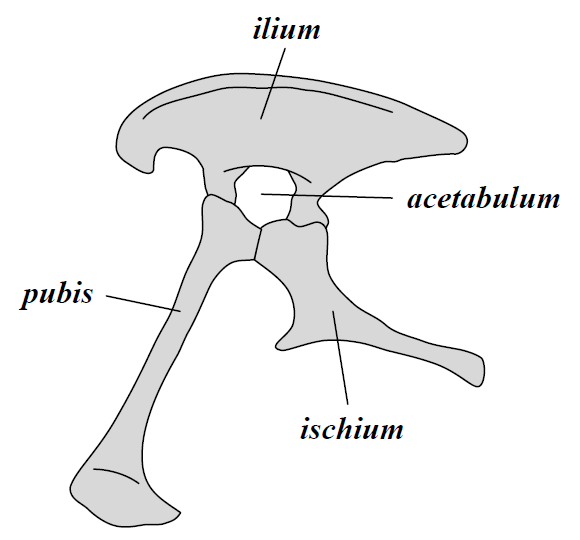
هيكل حوض سحليات الورك (الجانب الأيسر)
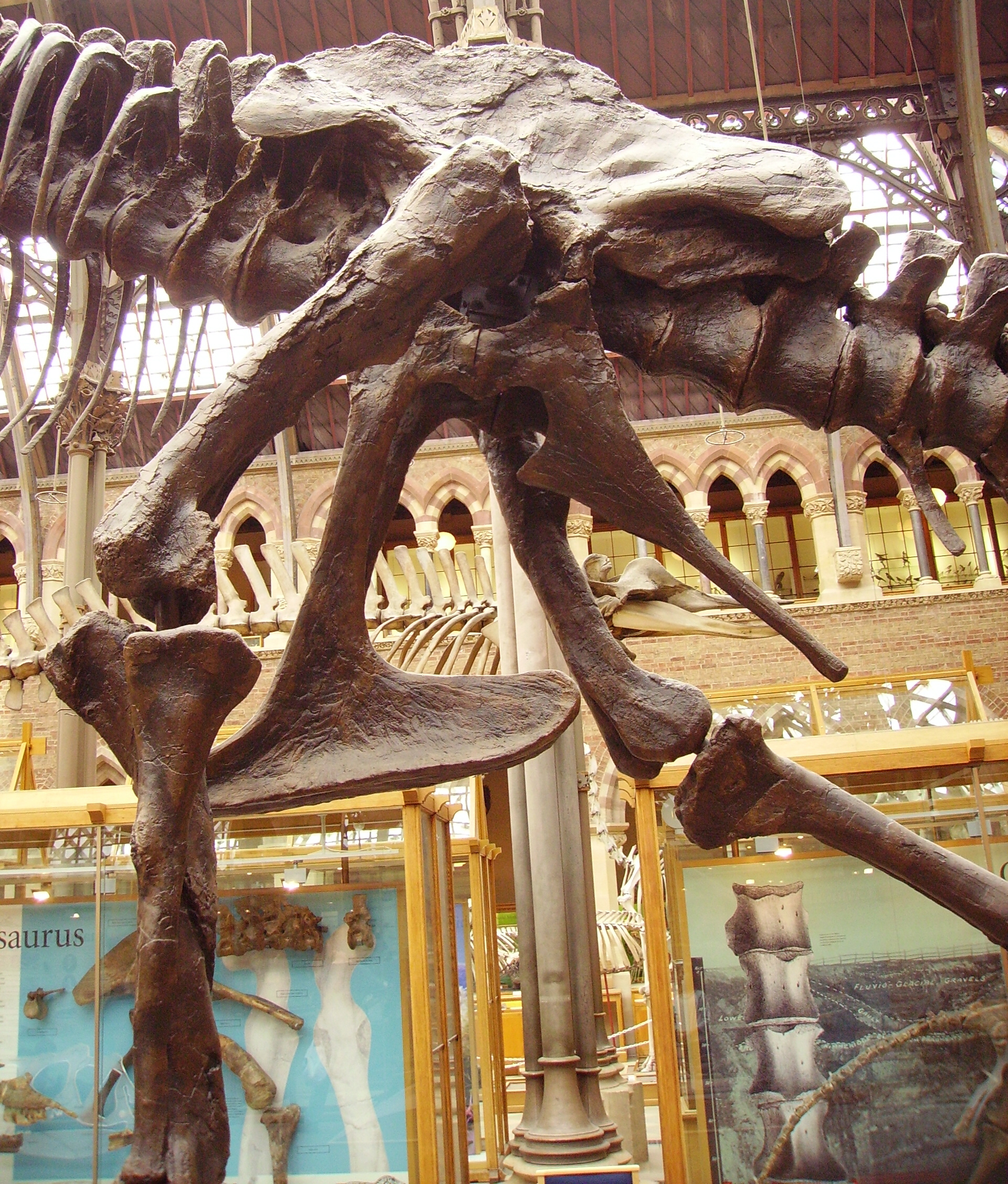
حوض التيرانوصور (يظهر هيكل سحليات الورك- الجانب الأيسر)
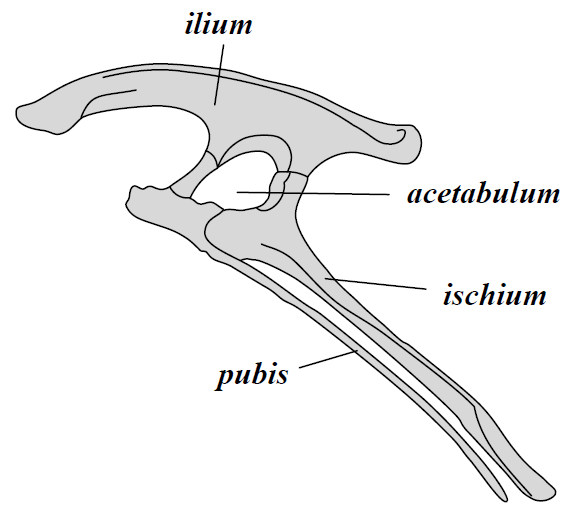
هيكل حوض طيريات الورك (الجانب الأيسر)
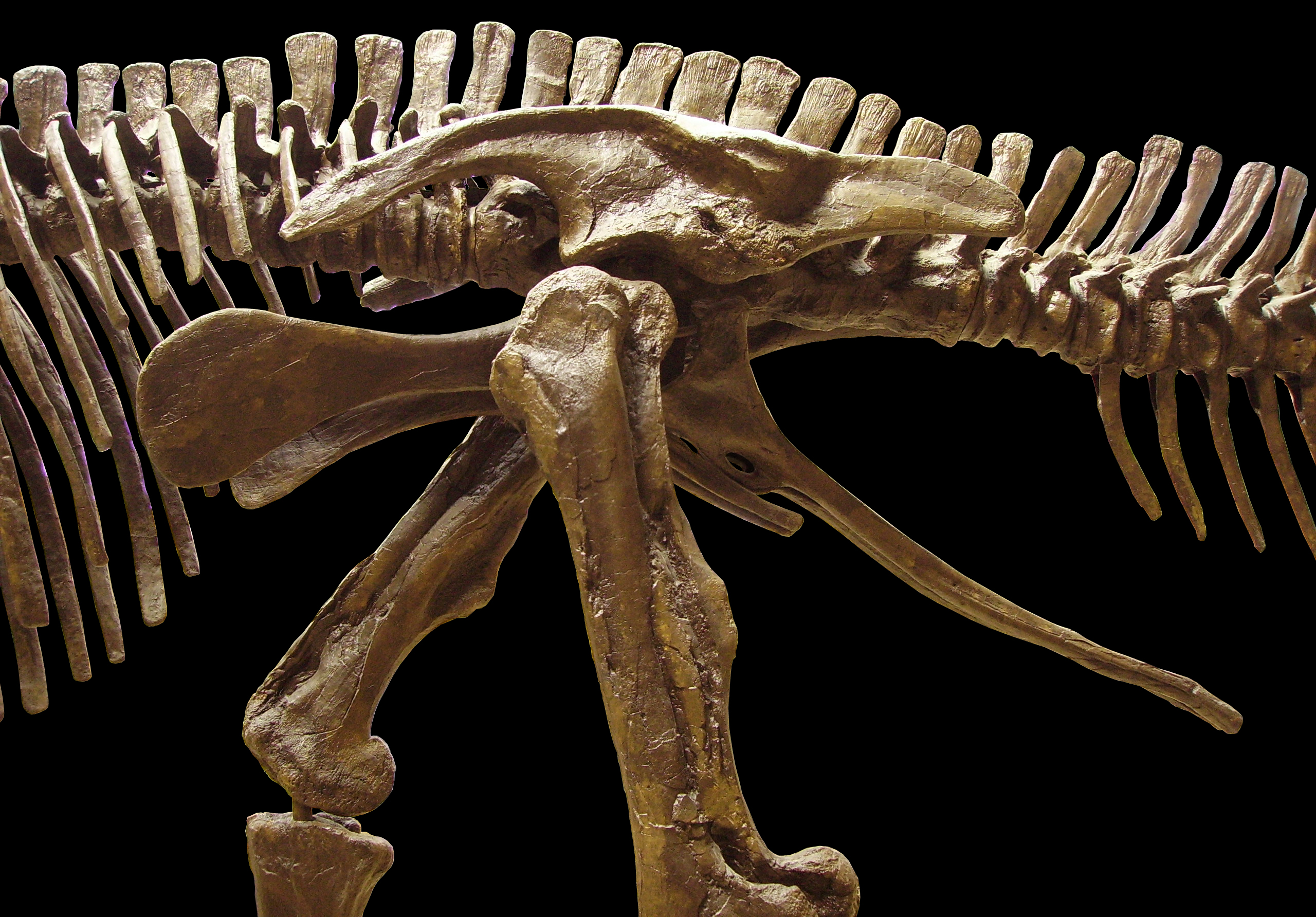
حوض الإدمونتوصور (يظهر هيكل طيريات الورك- الجانب الأيسر)

## التصنيف
بدأ هاري سيلي في الثمانينيات بالعمل على ورقة بحثيَّة تمضي قدماً فيما بدأه إحاثيون آخرون لتقسيم رتبة الديناصوريا إلى مجموعات فرعيَّة، وقد فضل من بين أولئك الباحثين أعمال أوثنييل تشارلز مارش في عام 1878، التي قسمت الديناصورات إلى أربع مجموعات هيَ: الصوربودا والثيروبودا والستيغوصوريا والأورنيثوبودا (ولا زالت أسماء هذه المجموعات تستخدم اليوم للأغرض نفسها تقريباً للإشارة إلى تحت رتب وفروع سحليات وطيريات الورك).
لكن بالرغم من تفضيل هاري هذا، فقد أراد وضع تصنيف يَعتمد على خاصية تشريحيَّة أساسية واحدة لا غير لتفريق مجموعات الديناصورات الكبيرة عن بعضها البعض، بشرط أن تكون تلك الخاصية مما يُميز الديناصورات عن الزواحف الأخرى. ووجدَ هاري هذا في بنية مفاصل الورك، كما وجدَ أن رتب أوثنييل الأربع جميعاً قابلة للتصنيف ضمن فئتين أساسيَّيتين بناءً على تلك الخاصية التشريحية. وقد كان هذا التصنيف هوَ بوضع الستيغوصوريا والأورنيثوبودا معاً ضمن رتبة طيريات الورك، والثيروبودا والصوروبودا معاً ضمن رتبة سحليَّات الورك. وبالإضافة إلى تلك استخدم هاري الاختلافات البارزة في مفاصل الورك بين المجموعتين - بالإضافة إلى العديد من الفروقات الأخرى التي لاحظها بنفسه - ليُثبت أن «الديناصورات» من أساسها لم تكن مجموعة طبيعيَّة في الوَاقع، بل بدلاً من ذلك مجرد رتبتين منفصلتين زجَّ بهما معاً على الرغم من أن كلاً منهما تطوَّرت وحدها بشكل مستقل عن الأخرى من أشكال أركوصوريَّة بدائيَّة. وكان قد أغلق ملف جدل مفهوم «الديناصورات» قبلَ ذلك بعُقود طويلة في الأوساط العلميَّة، ولم يَعد للظهور مجدداً حتى ستينيات القرن العشرين عندما بدأ العلماء من جديد بدراسة احمتاليَّة ما إذا كانت رتبتا سحليات وطيريات الورك أوثق صلة ببعضهما من الأركوصورات الأخرى أم لا.
ومع أن هذا المفهوم الذي يَنظر إلى الديناصوريا كشبه عرق ما لبث أن أصبح مقبولاً بين غالبية العلماء، فقد انتظر تقسيم هاري للمجموعتين الديناصوريَّتين الأساسيتين مدة أطول حتى نال الموافقة، وتؤيده اليوم معظم تحاليل تفريع الديناصورات وعلاقاتها التصنيفية الحديثة. لكن تبقى بعض الفرضيَّات الأخرى التي تعارض تقسيم هاري، ومنها واحدة اقترحها «روبرت ت. باكر» في كتاب «بِدَع الديناصورات» عام 1986، وتنص هذه الفرضية على أن الثيروبودات اللاحمة يَجب أن تمتلك مجموعتها الأساسية المنفصلة، بينما يَجب أن توضع مجموعتا العواشب الأساسيتين (الصوربوديَّات وطيريات الورك) معاً في رتبة سماها «الفيتوديناصوريا» (أي «الديناصورات العاشبة»). وكانت قد بنيت فرضية الديناصورات العاشبة هذه جزئياً على رابط افتراضيٍّ بين طيريات الورك والصوربوديات، وفرضية أخرى بأن الطيريات نطورت مباشرة من الصوربويات.